# Дизль, Уши
Урсула «Уши» Дизль (нем. Ursula "Uschi" Disl; род. 15 ноября 1970, Бад-Тёльц, Бавария) — немецкая биатлонистка, двукратная олимпийская чемпионка в эстафетах, 8-кратная чемпионка мира. Лидирует среди всех женщин в истории биатлона по общему количеству медалей чемпионатов мира (19).
На трассе отличалась достаточно слабой, неуверенной стрельбой, но высокой скоростью на лыжне, за что получила от болельщиков спортивное прозвище «Турбо-Дизль» (нем. Turbo-Disl). По словам бывшего тренера сборной Германии Уве Мюссигганга, у спортсменки «при стрельбе отсутствует концентрация, и Дизль слишком подвижна и непоседлива».
Помимо биатлона участвовала также и в соревнованиях по лыжным гонкам. В 2003 году в спринте на этапе Кубка мира в Дюссельдорфе финишировала второй в паре с Клаудией Кюнцель и четвёртой в индивидуальных соревнованиях.
Завершила спортивную карьеру в 2006 году после Олимпийских игр в Турине.

## Личная жизнь

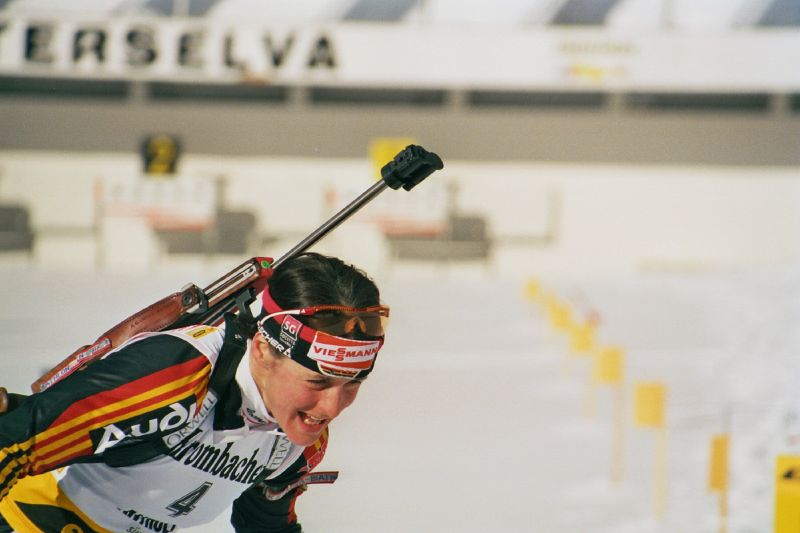
Уши Дизль в 2006 году

Дизль встречается с сервисменом сборной Норвегии по биатлону Томасом Содербергом. У пары двое детей: дочь Ханна (род. 15.01.2007) и сын Тобиас (род. 12.08.2010). После окончания спортивной карьеры недолгое время работала спортивным комментатором на немецком телеканале ARD вместе с коллегой по сборной Рикко Гроссом, однако пришла к выводу, что журналистика — не её стезя. Проживала в Рупольдинге, но из-за навязчивого внимания к своей персоне перебралась с семьёй в австрийский город Кёссен на границе с Германией. По словам Урсулы, ей «пришлось переехать в Австрию. Для меня было слишком, что люди приходили, чтобы просто увидеть меня или поговорить со мной. Это происходило иногда по пять раз в день». Служила в пограничных войсках Федеральной полиции Германии (нем. Bundespolizei, BPOL). В мае 2013 года семья переехала в город Мура в Швеции.
В 2016 году вместе с рядом знаменитых немецких спортсменов приняла участие в реалити-шоу канала VOX «Вечные герои» (нем. Ewige Helden).

## Кубок мира
- 1994—1995 — 3-е место
- 1995—1996 — 2-е место
- 1996—1997 — 2-е место
- 1997—1998 — 2-е место (325 очков)
- 1998—1999 — 3-е место (420 очков)
- 1999—2000 — 8-е место (349 очков)
- 2000—2001 — 6-е место (621 очков)
- 2001—2002 — 3-е место (739 очков)
- 2002—2003 — 7-е место (535 очков)
- 2003—2004 — 4-е место (733 очка)
- 2004—2005 — 5-е место (659 очков)
- 2005—2006 — 5-е место (580 очков)